# Battaglia di Chaul
La battaglia di Chaul fu una battaglia navale tra la flotta portoghese e una flotta mamelucca egiziana nel 1508 nel porto di Chaul in India. La battaglia si concluse con una vittoria mamelucca. Seguì l'assedio di Cannanore (1507) in cui una guarnigione portoghese resistette con successo a un attacco dei governanti dell'India meridionale. Fu la prima sconfitta portoghese in mare nell'Oceano Indiano. Nello scontro, perì anche l'ammiraglio lusitano, Lourenço de Almeida, figlio del viceré dell'India, Francisco de Almeida.

## Antefatto
In precedenza, i portoghesi erano stati principalmente attivi a Calicut, ma la regione settentrionale del Gujarat era ancora più importante per il commercio e un intermediario essenziale nel commercio est-ovest: i Gujarati portavano spezie dalle Molucche e seta dalla Cina, e poi vendendoli agli egiziani e agli arabi.
Gli interventi di monopolio dei portoghesi tuttavia stavano seriamente interrompendo il commercio nell'Oceano Indiano, minacciando gli interessi arabi e veneziani, poiché divenne possibile per i portoghesi svendere i veneziani nel commercio delle spezie in Europa. Venezia ruppe le relazioni diplomatiche con il Portogallo e iniziò a cercare modi per contrastare il suo intervento nell'Oceano Indiano, inviando un ambasciatore alla corte egiziana. Venezia negoziò l'abbassamento delle tariffe egiziane per facilitare la concorrenza con i portoghesi e suggerì di adottare "rimedi rapidi e segreti" contro i portoghesi. Anche il sovrano di Calicut, lo Zamorin, aveva inviato un ambasciatore chiedendo aiuto contro i portoghesi.

## Preparativi

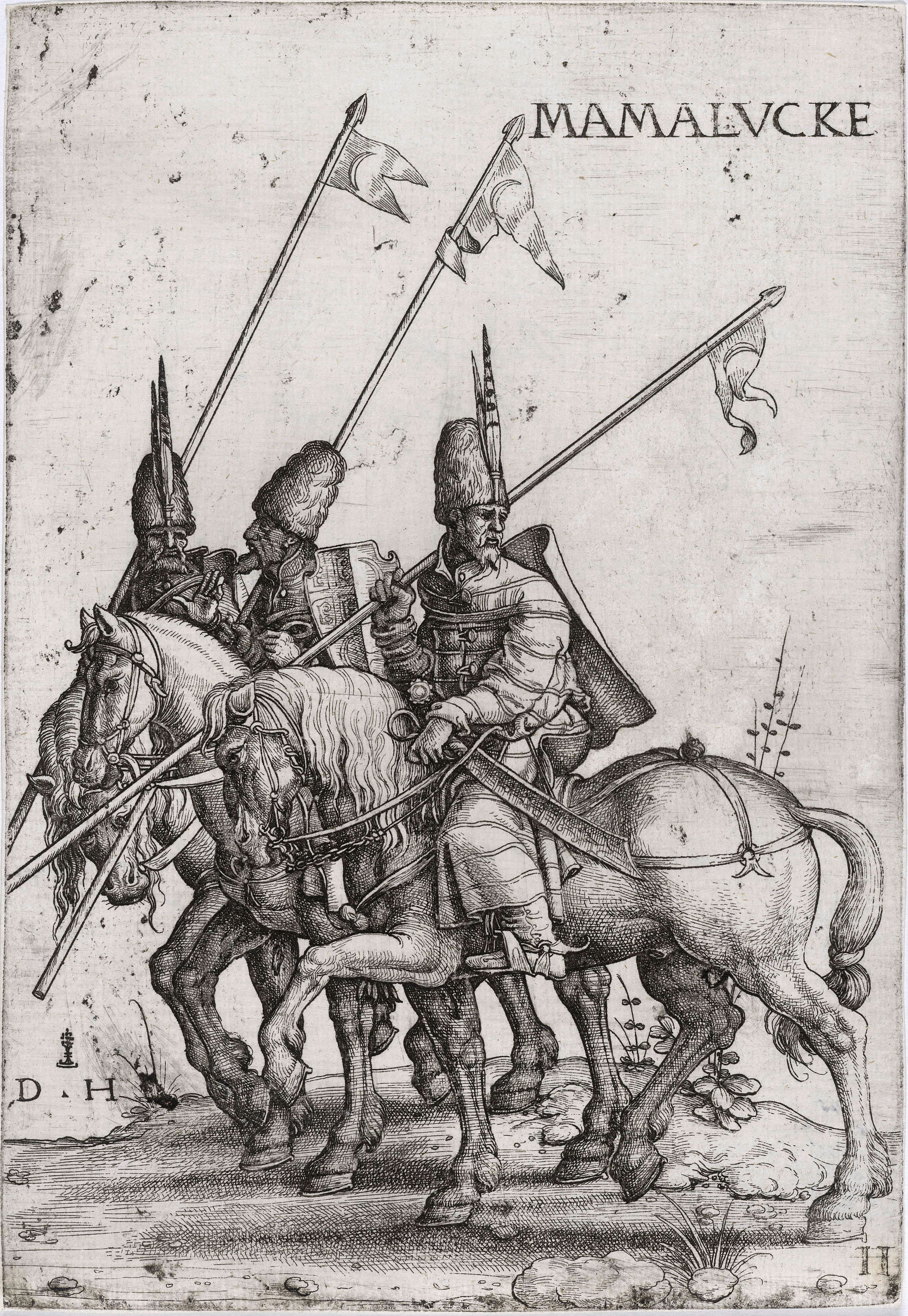
Lancieri mamelucchi del XVI secolo.

Poiché i Mamelucchi avevano una scarsa potenza navale, per costruire le navi dovevano essere forniti di legname dal Mar Nero, circa la metà delle quali fu intercettata dagli Ospitalieri di San Giovanni a Rodi, così che solo una frazione della flotta prevista poté essere assemblata a Suez. Il legname venne quindi portato via terra a dorso di cammello e assemblato a Suez sotto la supervisione di maestri d'ascia veneziani.
La flotta lasciò Suez nel novembre 1505, forte di 1100 uomini, al comando del mamelucco curdo, ex governatore di Gedda, Amir Hussain Al-Kurdi (pt. Mirocem). La spedizione (a cui i portoghesi fanno riferimento con il termine generico di "Rūmi") includeva non solo mamelucchi egiziani ma anche un gran numero di mercenari turchi, nubiani ed etiopi, nonché artiglieri veneziani. Quindi, la maggior parte dell'artiglieria della coalizione era composta da arcieri che i portoghesi potevano facilmente soverchiare.
Gli fu ordinato di fortificare Gedda contro un possibile attacco portoghese e sedare le ribellioni intorno a Suakin e a la Mecca. Trascorsero la stagione dei monsoni sull'isola di Kamaran e sbarcarono ad Aden, sulla punta del Mar Rosso, dove furono coinvolti in costose politiche locali con l'emiro di Tahirid, prima di attraversare finalmente l'Oceano Indiano. Quindi solo nel settembre 1507 raggiunsero Diu, una città all'imbocco del Golfo di Khambhat, in un viaggio che avrebbe potuto richiedere anche solo un mese per essere completato a vele spiegate. La forza mamelucca consisteva in 6 caracche e 6 galeazze e, oltre ai combattenti, includeva l'ambasciatore dello Zamroin di Calicut, Mayimama Mārakkār.
La flotta doveva unirsi a Malik Ayyaz (pt. Meliquiaz), un ex-arciere e schiavo di possibile origine georgiana o dalmata al servizio del sultano Mahmud Begada del Gujarat quale governatore di Diu. La flotta stava anche pianificando di unirsi allo Zamorin di Calicut per razziare e distruggere tutti i possedimenti portoghesi sulla costa indiana ma lo Zamorin, che aspettava la flotta mamelucca nel 1507, era già partito.

## La flotta di Almeida
Dom Lourenço de Almeida, figlio di Francisco de Almeida primo viceré dell'India, "Ammiraglio del mare dell'India" (pt. Capitão-mor do mar da Índia), fu inviato dal padre a proteggere alcune navi, tra Kochi (l'allora quartier generale lusitano nel Malabar) e Chaul. Comandava una flotta di otto navi (di cui 2 galee e 5 caravelle) capitanate da Pêro Barreto, Lobo Teixeira, Duarte de Melo, Gonçalo Pereira, Francisco de Anaia, Paio de Sousa e Diogo Pires (questi ultimi al comando delle galee). Lungo la strada, entrarono in alcuni porti, dove saccheggiarono e bruciarono la maggior parte delle navi moresche che incontrarono. L'ammiraglio Almeida scoprì dell'arrivo a Diu della flotta Rūmi e decise di muoverle incontro.

## Battaglia
Al largo del porto di Chaul, Almeida incontrò la flotta di Hussain che da Diu gli si era mossa incontro. Stando ai resoconti, l'ingaggio mamelucco sfruttò un fraintendimento da parte dei portoghesi: vedendo i legni "occidentali" dei musulmani (caracche e galee), Almeida credette trattarsi dello squadrone di Alfonso de Albuquerque, di ritorno dalla conquista di Hormuz nel Golfo Persico. Quindi non sospettò nulla finché Mirocém non entrò nel fiume con le sue navi e galee, sventolando bandiere rosse con lune bianche, e mentre passava davanti alle navi portoghesi le attaccò subito con bombarde, fucili e frecce, andando a gettare l'ancora vicino alla città. Riavutosi dalla sorpresa, il portoghese ha risposto allo stesso modo. Ancorata la flotta nemica, Dom Lourenço, nonostante avesse molti feriti in tutte le navi, decise con la sua e quella di Pêro Barreto di speronare l'ammiraglia di Mirocém e ordinò agli altri capitani di speronare le altre navi nemiche.
Mirocém, temendo di combattere senza l'appoggio delle galee di Meliquiaz non ancora sopraggiunte, ordinò un tiro massiccio contro i lusitani. Il primo giorno di scontro si concluse senza che i portoghesi, traditi dal vento, riuscissero ad abbordare le navi nemiche: caravelle, caracche e galee erano tuttavia tanto vicine che da entrambi i lati gli uomini si bersagliavano (cosa che avvantaggiava Hussain essendo la sua nave più alta). Tra i vari scambi di proiettili, Almeida fu colpito da due frecce (la seconda in faccia). Barreto riuscì a speronare una delle navi nemiche ed a conquistarla. Pires e altri due capitani riuscirono a speronare altre tre navi. Spronato da questi successi, nonostante fosse ferito, Dom Lourenço voleva tornare all'attacco dell'ammiraglia di Mirocém ma i suoi capitani lo dissuasero. Il giorno dopo, Miliquiaz entrò nel fiume di Chaul. Si ancorò accanto a Mirhocem e mandò tre fuste in avanscoperta che furono però spacciate dalle galee di Sousa e Pires.
Ormai ridotti ai minimi termini, i portoghesi optarono per una ritirata.

Alle prime luci dell'alba del terzo giorno, le fuste di Miliquiaz circondarono l'ammiraglia di Almeida e la bersagliarono di bombe: uno degli ordigni provocò una falla nello scafo e la nave si arenò. Miliquiaz spedì altre fuste sull'usta della galea di Sousa che riuscì però a sfuggire loro. Quando Sousa raggiunse il punto di raccolta con la flotta ed i capitani si resero conto che l'ammiraglio non li aveva raggiunti, gettarono l'ancora. La nave di Almeida, nel frattempo, era sotto il fuoco nemico. Dom Lourenço rifiutò di salire sulla scialuppa preparata per lui, anche dopo che un bombardamento gli strappò mezza coscia, finché un altro non lo uccise. La sua nave era ormai quasi affondata ed i nemici, che da tutte le parti la circondavano, la speronarono e l'abbordarono tre volte, venendo sempre respinti. Il quarto assalto fu infine favorevole ai musulmani ma Miliquiaz ordinò di risparmiare gli ultimi venti portoghesi rimasti vivi a bordo. Ottanta portoghesi, tra capitani e marinai, perirono nella lotta.

## Conseguenze
In tutto, tra la nave di Almeida e le altre, morirono centoquaranta portoghesi e centoventiquattro rimasero feriti. I musulmani persero in tutto tra i 600 ed i 700 uomini. La morte di Lourenço de Almeida sarà in seguito citata da Luís de Camões come esempio di eroismo nella sua opera epica I Lusiadi (canto X, 29-32).
Hussain sopravvisse a malapena allo scontro a causa del ritardo di Malik Ayyaz. Hussain non ebbe altra scelta che tornare a Diu con Malik Ayyaz e prepararsi per una rappresaglia portoghese. Hussain riportò dello scontro avuto con l'ammiraglio Almeida al Cairo come d'una grande vittoria, tuttavia, il Mirat Sikandari, un resoconto persiano contemporaneo del Regno di Gujarat, descrive la battaglia di Chaul come una scaramuccia minore.
A Kochi, dopo aver appreso della morte del suo unico figlio dai capitani superstiti di Chaul, Dom Francisco de Almeida fu colpito al cuore: si ritirò nei suoi alloggi per tre giorni, rifiutando di vedere chiunque. La presenza d'una flotta mamelucca in India rappresentava una grave minaccia per i portoghesi ma il viceré pensava solo a vendicarsi personalmente per la morte di suo figlio per mano di Mirocem.

Il monsone si stava però avvicinando e con esso le tempeste che inibivano la navigazione nell'Oceano Indiano fino a settembre. Solo allora il viceré poteva richiamare tutte le navi portoghesi disponibili per le riparazioni in bacino di carenaggio e radunare le sue forze a Kochi. Prima che Almeida potesse partire, però, il 6 dicembre Alfonso de Albuquerque arrivò a Cannanore dal Golfo Persico con un regimento di re Manuele I del Portogallo che lo nominava nuovo governatore in sostituzione di Almeida. Dom Francisco, già risentito con Albuquerque che s'era fatto sfilare sotto il naso la flotta egiziana senza notarla e deciso a vendicarsi del lutto subito, rifiutò di consentire al suo successore designato di entrare in carica: si ribellò all'autorità reale e continuò a governare l'India portoghese per un altro anno.

Il 9 dicembre, la flotta di Almeida salpò alla volta di Diu o sconfisse la flotta musulmana di Mirocem in una delle battaglie che cambiò il corso della storia.

### Fonti
- (PT) João de Barros, Décadas da Ásia: Dos feitos, que os Portuguezes fizeram no descubrimento, e conquista, dos mares, e terras do Oriente, 1552-1559.

### Studi
- (EN) P. Brummett, Ottoman Seapower and Levantine Diplomacy in the Age of Discovery, New York, SUNY Press, 1994, ISBN 0-7914-1701-8.
- (EN) R. Crowley, Conquerors: How Portugal Forged the First Global Empire, 2015.
- (EN) B. Diffie, Foundations of the Portuguese Empire, 1415–1580, University of Minnesota Press, 1977, ISBN 0-8166-0782-6.
- (PT) J. Pissarra, Chaul e Diu, 1508 e 1509: O Domínio do Índico, Lisbona, Tribuna da História, 2002.
- (EN) Subrahmanyan S, The Portuguese Empire in Asia, 1500-1700 - A Political and Economic History, Londra, Longmans, 1993, ISBN 0-582-05068-5.